# Casa Lallo
Casa Lallo è stato un programma televisivo italiano per bambini, andato in onda dal 19 settembre 2011 al 7 aprile 2013 sul canale Rai YoYo.
Il programma è ambientato nella soffitta di Armando Traverso, conduttore di Parapapà e di È domenica papà, reinventata per ospitare pupazzi che hanno deciso di trasferirsi a vivere in città.

## Prima stagione
La prima stagione di Casa Lallo è andata in onda da lunedì 19 settembre a giovedì 8 dicembre 2011, dal lunedì al giovedì, alle ore 08.00/11.00/18.30 sul canale Rai YoYo. Nelle puntate realizzate si cerca inoltre di trasmettere ai piccoli telespettatori delle norme per vivere insieme o delle piccole curiosità sulla vita quotidiana. L'ideatore Armando Traverso prende parte a molte puntate.
Sono riportati di seguito gli episodi della prima stagione:
- Casa nuova!
- La passione del canto
- Chi ha rubato la colazione?
- L'ammiratore misterioso
- La paura fa 90
- Buon compleanno Lallo!
- Che disordine!
- Il pic nic
- Lo spettacolo
- Un film da Oscar
- Mal di pancia
- Una febbre da cavallo
- Lo straniero
- Esame da sceriffo
- La sfilata di Gigliola
- Il fantasma
- La formula segreta
- Che noia!
- La mosca tze tze
- Una visita importante
- Nascondino
- Mi senti?
- Rock Band!
- Super Lallo!
- Vacanze
- Le invenzioni inutili
- Poesia
- Bon Ton
- Lo spettacolo di Stellina
- Vecchi giocattoli
- Il marziano
- Il bullo
- Il telecronista
- Peppone prigioniero
- Gara di ballo
- Il portafortuna
- Karate
- Il cassetto
- La mummia
- Il vice sceriffo
- Pupazzart
- Foto di gruppo
- In cucina
- Il regalo
- No smoking
- L'eredità
- Lallo innamorato

## Seconda stagione
La seconda stagione di questa sit-com per bambini è iniziata sabato 5 gennaio 2013 ed è andata in onda tutti i sabato e domenica alle ore 10.00 (10.05 in alcuni casi) sul canale Rai Yoyo fino a domenica 7 aprile 2013. Da questa edizione i pupazzi hanno subito un restyling e in seguito a questo fatto anche la sigla è stata interamente rigirata. Il set inoltre è stato modificato. Il filo conduttore di questa stagione è la realizzazione di un musical che coinvolge in parte tutte le puntate.
A questa stagione prendono parte anche i pupazzi Ivo, il corvo cattivo e Gioele, la iena crudele già presenti nella banda del programma È domenica papà, scomparsi però da Parapapà. Partecipano inoltre dall'episodio 13 Richy e Adelmo, il computer ed il mouse di Parapapà. Molte puntate di questa edizione sono il seguito di quello precedente e a differenza della prima hanno un susseguirsi cronologico dei fatti. La stagione è composta da 28 episodi, riportati di seguito:
| Puntata | Titolo                       | Messa in onda    | Canzone                               |
| ------- | ---------------------------- | ---------------- | ------------------------------------- |
| 1       | Il Musical!                  | 5 gennaio 2013   | /                                     |
| 2       | La Befana vien di notte      | 6 gennaio 2013   | "Non voglio diventare grande"         |
| 3       | Musica dallo Spazio          | 12 gennaio 2013  | /                                     |
| 4       | Lallo Infortunato            | 13 gennaio 2013  | "Cose da pupazzi"                     |
| 5       | Un orco in camera da letto   | 19 gennaio 2013  | "La canzone di Melassa"               |
| 6       | Martina principessa Cenerina | 20 gennaio 2013  | /                                     |
| 7       | Lallo al rallentatore        | 26 gennaio 2013  | "Cose da pupazzi"                     |
| 8       | I vicini di casa             | 27 gennaio 2013  | "Cattivi"                             |
| 9       | La macchina del tempo        | 2 febbraio 2013  | "Lallo, il cavallo del west"          |
| 10      | Nel Far West                 | 3 febbraio 2013  | "Il walzer dello chef"                |
| 11      | Il fagiolo magico            | 9 febbraio 2013  | "Il walzer dello chef"                |
| 12      | Il provino                   | 10 febbraio 2013 | "Vacanze in grotta"                   |
| 13      | Richy e Adelmo               | 16 febbraio 2013 | "Cuore gigante"                       |
| 14      | Gli alieni                   | 17 febbraio 2013 | "Swing Galattico"                     |
| 15      | Fame batte fama              | 23 febbraio 2013 | "Un tipo speciale"                    |
| 16      | Il servizio fotografico      | 24 febbraio 2013 | /                                     |
| 17      | Luna Park                    | 2 marzo 2013     | "Il tuo tesoro"                       |
| 18      | Puzze e profumi              | 3 marzo 2013     | /                                     |
| 19      | Il rap del computer          | 9 marzo 2013     | "Il rapper del web"                   |
| 20      | I colori                     | 10 marzo 2013    | "Quel colore che ti riempie il cuore" |
| 21      | Tutti per uno                | 16 marzo 2013    | /                                     |
| 22      | Da Grande                    | 17 marzo 2013    | "Non voglio diventare grande"         |
| 23      | Il singhiozzo                | 23 marzo 2013    | "Il rapper del web"                   |
| 24      | Ma che musica                | 24 marzo 2013    | "Un tipo speciale"                    |
| 25      | Brr che freddo               | 30 marzo 2013    | "Vacanze in grotta"                   |
| 26      | Una serata da paura          | 31 marzo 2013    | "Il tuo tesoro"                       |
| 27      | L'amico immaginario          | 6 aprile 2013    | ???                                   |
| 28      | Ivo e Gioele                 | 7 aprile 2013    | /                                     |

## Riepilogo Stagioni
| Stagione         | Puntate | Inizio            | Fine            |
| ---------------- | ------- | ----------------- | --------------- |
| Prima stagione   | 48      | 19 settembre 2011 | 8 dicembre 2011 |
| Seconda stagione | 28      | 5 gennaio 2013    | 7 aprile 2013   |

## Canzoni presenti nella Prima Stagione
Ecco riportate le canzoni, di cui sono autori Aldo Valente e Armando Traverso, realizzate nel corso della prima stagione del programma, in quanto non riconducibili direttamente alle puntate: 
- Il vecchio giocattolo
- Ho tanto sonno
- Brivido
- Cose da pupazzi

## Personaggi
- Lallo, il cavallo del West (1-2)
- Gigliola Lumacher (1-2)
- Peppone, il talpone (1-2)
- Martina, la talpina (1-2)
- Orazio, il tigrotto dello spazio (1-2)
- Gigetto, il coniglietto rock (1-2)
- Dario, il calendario (1-2)
- Alè, il maialè (1-2)
- Melassa, la pianta grassa (1-2)
- Ambrogio, l'orologio (1-2)
- Vittorio, il telefono dallo squillo perentorio (2)
- Agostino, il citofono canterino (2)
- Adelmo, lo schermo (2)
- Richy, il mouse (2)
- Ivo, il corvo cattivo (2)
- Gioele, la iena crudele (2)